# Логор Билећа
Логор Билећа је био концентрациони логор у Билећи, који је у периоду од јануара до новембра 1940. године користила Влада Краљевине Југославије за изоловање политичких противника — углавном комуниста и антифашиста.
Логор је био отворен 18. јануара 1940. године, на основу противуставне одлуке Владе Цветковић-Мачек од 16. децембра 1939. године и постојао је све до 25. новембра 1940. године, када је под притиском јавности био распуштен. Упоредо са овим логором постојао је и логор Лепоглава, при већ постојећем затвору, у којем су били затварани комунисти са подручја тада формиране Бановине Хрватске.
Током постојања логора, међу затвореницима је настала позната југословенска револуционарна песма „Билећанка“.

## Историјат
Почевши од доношења „Обзнане“, децембра 1920. године, којом је забрањен рад Комунистичке партије Југославије (КПЈ), власт Краљевине Југославије веома оштро се односила према свим члановима и симпатизерима комунизма у Југославији. Доношење „Закона о заштити јавне безбедности“, 1921. године, као и оснивање Државног суда за заштиту државе, 1929. године, били су само средства за обуздавање политичких противника, од којих су комунисти били најјачи.
По угледу на концентрационе логоре у Нацистичкој Немачкој и Фашистичкој Италији, власт Краљевине Југославије је јануара 1935. године основала концентрациони логор у Вишеграду, али је он под притиском јавности био затворен већ у марту. Потом су при постојећим затворима у Лепоглави, Сремској Митровици, Марибору, Београду (у затворима „Главњача“ и на Ади Циганлији) и др, оснивана посебна одељења за политичке затворенике.
Уплашена почетком Другог светског рата, 1. септембра 1939. године, као и све већим политичким немирима у земљи, који су кулминирали штрајковима рудара у Трбовљу и Храстнику, као и великим демонстрацијама у Београду, 14. децембра 1939. године, Влада Драгише Цветковића долази на идеју да формира концентрациони логор за политичке противнике. Пошто је 26. августа потписивањем споразума „Цветковић-Мачек“ била распуштена Народна скупштина, Намесништво је донело Уредбу, којом је овластило Владу да може мењати већ постојеће законе и уредбе, као и доносити нове. На основу ове Уредбе, Влада је 15. децембра 1939. године донела „Уредбу о изменама и допунама Закона о заштити јавне безбедности и поретка у држави“, по којој су управно-полицијске власти могле упутити на боравак у друго место лица која ремете ред и мир или одредити место становања под надзором власти.
Убрзо по доношењу ових измена „Закона о заштити јавне безбедности“ дошло је до хапшења великог броја лица, који су код полиције били евидентирани као комунисти или су се већ налазили на издржавању затворских казни због пропагирања комунизма.
Као место за оснивање концентрационог логора за политичке затворенике изабрана је Билећа, мало херцеговачко место, које је сматрано неразвијеним и забаченим, без радничке класе, која би се могла организовано супротставити режиму. У старим аустријским казаматима, претходно турској касарни, организован је затвор са четири собе – словеначком, македонском, српском и женском собом. Управник логора био је начелник Билећког среза Миливоје Јојић, док је безбедност у логору одржавао жандармеријски поручник Рајко Терзић, са специјалним водом жандарма.
Поред логора у Билећи, готово истовремено, крајем децембра 1939. године, био је формиран још један логор за комунисте — при постојећем затвору у Лепоглави. Логор Лепоглава служио је за изолацију комуниста и антифашиста ухапшених на територији тада успостављене Бановине Хрватске. За разлику од логора у Билећи, који је под притиском јавности био расформиран, логор у Лепоглави је наставио да постоји све до окупације Југославије, када су управу над логором преузеле усташе, које су касније већину затворених стрељале.
Прва група од 25 затвореника доведена је у логор у Билећи 18. јануара 1940. године и у њој су се налазили углавном истакнути београдски комунисти, похапшени уочи Нове године. Међу њима су била и тројица чланова ЦК КПЈ – Моша Пијаде, Иван Милутиновић и Иво Лола Рибар. После ове групе, доведено је неколико комуниста из Новог Сада, а затим почетком фебруара група комуниста из Македоније и на крају група комуниста из Словеније. У логор у Билећи су такође били затварани и бивши учесници Шпанског грађанског рата, који су се легално вратили у земљу, после одлуке Владе од октобра 1939. године.
Од самог формирања логора у Билећи, Комунистичка партија Југославије је повела веома оштру кампању за укидање овог логора. У овој кампањи, придружиле су јој се и друге демократске и опозиционе групе. По задатку Централног комитета КПЈ у Билећу је био послат Миро Попара, члан Обласног комитета КПЈ за Херцеговину, који је имао задатак да успостави везу са логорашима и да чланове КПЈ и грађане Билеће мобилише у борбу за укидање логора.
За веома кратко време, грађани Билеће и читавог билећког среза су били обавештени о постојању логора. Убрзо потом дошло је до отворених протеста грађана Билеће, али и становништва околних срезова, против даљег постојања логора. Писана је и петиција Божидару Крстићу, бану Зетске бановине, у којој је захтевано да се сви затвореници пусте на слободу. Грађани Билеће су посебно били ангажовани за укидање логора и на све начине су покушавали да помогну логорашима — организовали су прикупљање добротворних прилога, а стазу којом су жандарми водили затворенике од логора до реке Требишњице посипали су цвећем.
Такође кампања против логора у Билећи, вођена је и у осталим деловима земље, посебно у Београду и Словенији, где су током фебруара и јуна, растурани протестни леци. Писана су и протестна писма потпредседнику Владе др Влатку Мачеку и министру унутрашњих дела Станоју Михалџићу. Под притиском јавности, већ половином маја из логора је био пуштен део истакнутијих затвореника, а коначно затварање логора уследило је 25. новембра 1940. године, када је и последња група затвореника напустила логор.
Логораши, од којих су неки већ имали иза себе дугогодишње затворско искуство, веома брзо су се организовали и створили културно-уметнички рад, у оквиру кога су крајем априла 1940. године почеле припреме за прославу Првог маја. У оквиру припрема ове прославе настала је и позната револуционарна песма „Билећанка“, коју је написао Милан Апих, учитељ из Цеља. Ова песма је постала посебно популарна, а затвореници су је певали док су пролазили градским улицама, па се проширила и на грађане Билеће, који су је радо прихватили и ширили даље.

## Познати затвореници
Током постојања концентрационог логора у Билећи, кроз њега је прошло више од 80 затвореника, а међу њима су били и познати југословенски револуционари:
- Ђорђе Андрејевић Кун
- Милан Апих
- Бора Барух
- Јосип Боснар
- Тодор Вујасиновић
- Павле Грегорић
- Љубомир Живковић Шпанац
- Пепца Кардељ
- Иван Милутиновић
- Благоје Нешковић
- Франц Пацек
- Моша Пијаде
- Андрија Полгар
- Блаж Рек
- Иво Лола Рибар
- Мирослав Сечковић
- Коста Стаменковић
- Јован Стојсављевић
- Јоже Шешко